# 태풍 베라 (1959년)
태풍 베라(Typhoon Vera)는 1959년에 북서태평양에서 발생한 15번째 태풍으로, 일본에 상륙한 역대 태풍 중 가장 막대한 인명피해를 낸 태풍이며 당시까지 일본에 상륙한 태풍 중 가장 강한 태풍이었다. 풍속 71.5 m/s(카테고리 5등급)의 세력으로 일본 기이반도 와카야마현 남단의 시오노미 곶에 상륙해 혼슈섬을 가로질러 다시 태평양으로 빠져나가기 전까지 일본 중부, 동부, 북동부의 광범위한 지방에서 피해를 입었다. 태풍 베라가 일본에 준 극심한 피해로 인해 일본 기상청에서는 피해가 특히 심한 태풍에게만 붙이는 특별한 이름인 이세만 태풍(伊勢湾台風)을 부여했는데 그 이유는 이세만의 범람에 따라 나고야시 등 인근 지역에서 피해가 막대했기 때문이다. 현재 일본 기상청에 의해 새로운 이름을 부여받은 태풍은 태풍 베라를 포함해 총 8개에 불과하다.

## 태풍의 진행
1959년 9월 21일, 괌과 미크로네시아 연방의 추크 제도 사이에 위치해있던 저기압지대가 열대 폭풍으로 발달하였다. 해당 열대 폭풍은 9월 22일, 이름을 '베라(VERA)'로 부여받은 후 북서진하면서 태풍의 단계까지 세력을 키웠다. 9월 23일에는 급속하게 강력해져 태풍의 내부에서 풍속을 관측하던 비행기에서는 풍속의 값이 305 km/h (190 mph, 85 m/s)을 기록하였다. 이는 당시 풍속 측정 기술이 발달하지 않아 정확하지는 않은 수치이지만, 측정된 중심기압은 895hPa을 기록, 매우 강력한 세력을 형성하였다.
일반적으로 태풍은 북상할수록 급격한 세력 약화를 보이지만, 태풍 베라의 경우는 북진하면서도 세력이 약화되는 속도가 매우 둔하였다. 베라는 9월 23일부터 9월 26일까지 사피어-심프슨 허리케인 등급 제5등급의 세력을 계속해서 유지해 거의 태풍의 최성기에 맞먹는 세력으로 9월 26일 일본 기이반도 남부의 와카야마현 시오노미 곶에 상륙하게 된다. 베라는 혼슈섬을 가로지르며 통과한 후 9월 27일 소형 태풍의 세력으로 태평양에 재진입하고 동진하다가 9월 28일, 온대저기압으로 변질되었다.

## 피해

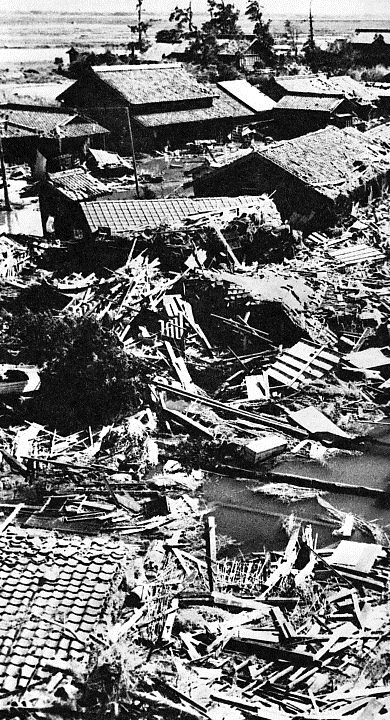
피해

태풍 베라는 일본에서 발생한 자연재해 중 피해가 매우 컸던 편에 속한다. 강풍과 높은 파도, 홍수가 겹쳐 4,580명이 숨지고 658명의 실종자가 발생했다. 막대한 지역의 농작물이 피해를 입었고 방파제는 파괴되었으며 도로와 철도는 심각하게 파손되었다. 이것으로 1959년 기준 2억 6100만 미국 달러(2005년 기준 16억 7000만 미국 달러)의 재산피해액이 집계되었다. 태풍 베라로 인해 최소 3만 2천명이 부상당하고 1,596,855명의 이재민이 발생했으며 높은 사망자 수와 많은 이재민 수로 악화된 위생환경 속에서 이질과 파상풍, 괴저와 같은 수많은 전염병이 창궐하였다.
태풍 베라로 인하여 보다 정확한 태풍 예보와 북상하는 태풍의 심각성을 알기 위하여 후지 산에 기상레이다 센터를 만들자는 계획이 제안되었고 5년 후에, 후지 산 고도 3,776 m 부근에 기상레이다 센터가 완공되었다.

## 기록
태풍 베라는 와카야마현 시오노미 곶에 상륙하기 직전의 중심기압이 929.2 hPa를 기록해 1951년에 가고시마현 구시키노 시(현 이치키쿠시키노시)에서 기록된 제15호 태풍 루스의 935 hPa를 크게 경신했다. 그러나 2년 뒤 태풍 낸시의 925 hPa로 기록이 깨지게 된다. 또한 시오노미 곶에 상륙할 때 최대순간풍속 71.5 m/s가 관측되어 일본에 상륙한 태풍 중 최강급에 속한다.

## 관련 통계
| 순위 | 태풍번호       | 태풍이름            | 최대풍속 (1분 평균) |
| ---- | -------------- | ------------------- | ------------------- |
| 1위  | 6118           | NANCY               | 185 kt              |
| 2위  | 6124           | VIOLET              | 180 kt              |
| 3위  | 5822           | IDA                 | 175 kt              |
| 4위  | 1330 1614 2019 | HAIYAN MERANTI GONI | 170 kt              |
| 5위  | 1923 7920 2102 | HALONG TIP SURIGAE  | 165 kt              |
| 6위  | 1919 1013      | HAGIBIS MEGI        | 160 kt              |
| 7위  | 1821           | JEBI                | 155 kt              |
| 8위  | 1826           | WUTU                | 150 kt              |
| 9위  | 1902           | WUTIP               | 145 kt              |
| 10위 | 1626           | NOCK-TEN            | 140 kt              |

## 같이 보기
- 1959년 태풍